# یخچال رقیق‌سازی

نمودار فازی مخلوط‌های مایع هلیوم-۳/هلیوم-۴ که جدایی فازی را نشان می‌دهد.

یخچال رقیق سازی هلیوم-۳/هلیوم-۴ (به انگلیسی: 3He/4He dilution refrigerator) دستگاه سرساز و بدون قطعات متحرک است که سرمایش مداوم را در حدود درجه حرارت به۲ میلی‌کلوین تامین می‌کند. قدرت سرمایش این دستگاه از طریق گرمای اختلاط حاصل از مخلوط ایزوتوپ‌های هلیوم-۳ و هلیوم-۴ تأمین می شود. 